# James-Youngerbende

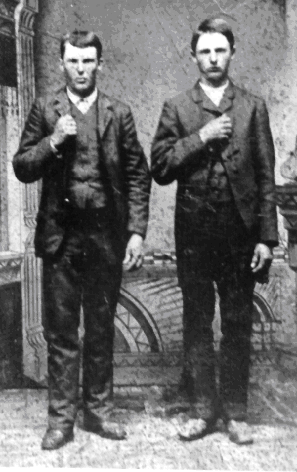
De James-broers in 1872

De James-Youngerbende was een Amerikaanse bende uit het Wilde Westen die vooral actief was aan het einde van de 19e eeuw. De bende bestond voornamelijk uit de broers Frank en Jesse James en de Younger-broers (Cole, Jim, John en Bob Younger).
De James-Youngerbende was vooral actief in en rond Missouri. De actieve leden van de bende wisselden nogal vaak aangezien ze soms tussen twee misdaden maanden niets deden. Tussen de families James en Younger bestond voor zover bekend geen bloedverwantschap. De James-Youngerbende vond haar oorsprong in de partizanenstrijd gevoerd door de Bushwhackers van de Confederatie tijdens de Amerikaanse Burgeroorlog. De bende begon haar criminele activiteiten omstreeks 1866, alhoewel er pas vanaf 1868 echt sprake is van de "James-Younger Gang", wanneer zowel Cole Younger als beide James-broers verdacht worden van een bankoverval op de Nimrod Long Bank in Russellville (Kentucky). De bende hield op te bestaan in 1876 toen alle vier de Younger-broeders gelijkertijd opgepakt werden in Minnesota na een mislukte bankoverval op de Northfield First National Bank. In 1879 richtte Jesse James een nieuwe bende op en begon zijn criminele carrière zo aan een tweede leven. Maar daar komt in 1882 abrupt een einde aan wanneer James in het achterhoofd geschoten wordt door Robert Ford en daaraan overlijdt.
De James-Youngerbende werd vooral berucht vanwege hun vele overvallen op treinen, banken en postkoetsen in Missouri, Kentucky, Iowa, Texas, Arkansas, Kansas en West Virginia.